# Fred Basolo
Fred Basolo (Coello, 11 febbraio 1920 – Skokie, 27 febbraio 2007) è stato un chimico statunitense.
È noto per le ricerche svolte nei campi della chimica di coordinazione, della chimica metallorganica e della chimica bioinorganica, e come autore del testo Mechanisms of Inorganic Reactions.

## Vita
I suoi genitori, Giovanni Basolo e Caterina Morena Basolo immigrarono nell'Illinois dal Piemonte ed ebbero tre figli; il più piccolo fu Alfredo Basolo, che iniziò a chiamarsi "Fred" quando andò alle scuole elementari. Dopo aver frequentato scuole pubbliche locali entrò alla Southern Illinois University laureandosi nel 1940. Si trasferì quindi all'Università dell'Illinois (Urbana-Champaign) dove ottenne il Master in chimica nel 1942 e il Ph.D. nel 1943 lavorando nel gruppo di John C. Bailar Jr. Nei restanti anni della seconda guerra mondiale svolse ricerche presso la ditta Rohm and Haas. Nell'autunno del 1946 accettò un posto di istruttore di chimica alla Northwestern University a Evanston (Illinois). Nello stesso anno conobbe la studentessa di chimica Mary Nutely che sposò il 14 giugno 1947. In seguito avrebbero avuto quattro figli (tre femmine e un maschio). La famiglia Basolo visse in Europa nel 1954-55 grazie ad una borsa di studio Guggenheim. Basolo lavorò nel laboratorio del chimico danese Jannik Bjerrum; con la famiglia poté anche visitare molti paesi, compresa l'Italia, incontrando i parenti dei genitori.
Basolo avanzò nella posizione accademica alla Northwestern University ricoprendo i ruoli di professore assistente (1950-55), professore associato (1955-58), professore (1958-79), "distinguished professor" (1980-1990). Negli anni 1969-1972 diresse il dipartimento di chimica.
Nel 1997 lui e sua moglie ebbero un incidente automobilistico. Lei morì in seguito alle ferite riportate; lui subì vari interventi chirurgici alla schiena, perdendo l'uso delle gambe. Negli ultimi dieci anni di vita usò una sedia a rotelle motorizzata. Morì di insufficienza cardiaca nel 2007.

## Ricerche
La maggior parte delle ricerche di Basolo si svolsero in collaborazione con il suo collega Ralph Pearson alla Northwestern University, e riguardarono reazioni di sostituzione dei leganti in complessi ottaedrici di Co(III) e in complessi planari quadrati di Pt(II), meccanismi di aquazione di complessi amminici di Co(III) e Cr(III) (compresa l'idrolisi basica), isomeria di legame, trasportatori artificiali di ossigeno, chimica metallorganica, effetto indenile, chimica bioinorganica.

## Opere
Le ricerche di Basolo sono documentate da più di 375 pubblicazioni.
Insieme al suo collega Ralph Pearson nel 1958 pubblicò la prima edizione di una monografia sui meccanismi delle reazioni inorganiche, che evidenziò l'importanza dei composti di coordinazione nei meccanismi di reazione. Una seconda edizione seguì nel 1967. Quest'opera, collegando i concetti di teoria del campo dei leganti con la chimica organica fisica, fece evolvere la natura puramente descrittiva della chimica di coordinazione trasformandola in una scienza quantitativa.
Nel 1964 fu pubblicata la prima edizione di un secondo libro sulla chimica di coordinazione, scritto assieme a Ronald C. Johnson.
Ha scritto inoltre un'autobiografia, apparsa nel 2002.

## Onorificenze
Basolo ha ricevuto numerosi premi; tra i più significativi sono il Premio Willard Gibbs (1996) e la Medaglia Priestley (2001). È stato membro di molte accademie, tra cui: Accademia nazionale delle scienze (Stati Uniti d'America), American Academy of Arts and Sciences. Nel 1983 è stato presidente della American Chemical Society.